# Пінна рукавиця

Пінна рукавиця в складі сухого душу для використання в умовах дефіциту води

Пінна рукавиця - це основна складова сухого одноразового польового душу, який використовується за умов дефіциту та відсутності води. 
Першочергово була створена в Іспанії, для зручної гігієни ліжкохворих в стаціонарі, для полегшення роботи молодшого медичного персоналу. В Україні адаптована для військових, туристів, водіїв-дальнобійників, дачників, рибалок, для будь-кого, хто опинився в умовах, де неможливо провести повноцінну гігієнічну процедуру з застосуванням проточної води.
Склад пінної рукавиці гіпоалергенний та дерматологічно протестований, зазвичай без ароматизаторів та ефірних олій, які можуть бути алергенами. Основні складники: вода, лауретсульфат натрію, сіль, кокамідопропілбетаїн, кокамід ДЕА, феноксиетанол, бензойна кислота, дегідрооцтова кислота, лимонна кислота. 

##### Інструкція з використання пінної рукавиці
1. Надягнути пінну рукавицю на руку;
2. Додати до 50 мл води (питної або водопровідної);
3. Зім'яти пінну рукавицю до утворення піни;
4. Обтерти пінною рукавицею тіло;
5. Витерти піну з тіла рушником;
6. Змивати піну з тіла немає необхідності;
7. Утилізувати пінну рукавицю як звичайне побутове сміття;
8. Через 14 днів щоденного використання рекомендується помити тіло в душі.

##### Застереження при використанні
- уникати потрапляння піни в очі та на слизові оболонки носа та рота;
- не занурювати пінну рукавицю у воду з метою уникнення вимивання гелю з рукавиці;
- тільки для зовнішнього використання;
- перед використанням на уражених частинах тіла - проконсультуватись з лікарем.

##### Переваги пінної рукавиці серед інших засобів польової гігієни
- зручно надягається на руку, не зісковзує при використанні;
- просочена гіпоалергенним гелем з двох сторін - дає більше піни, ніж пінні губки, пінні серветки та пінні мочалки;
- гель вже нанесено на пінну рукавицю, немає потреби в додатковому гелі чи іншому мийному засобі;
- піни достатньо для гігієни всього тіла дорослої людини;
- гігієнічно помити верхню частину тіла однією стороною рукавиці, нижню частину тіла іншою стороною рукавиці;
- в складі немає ароматизаторів та ефірних олій, які можуть бути алергенами та спричинити алергічну реакцію;
- займає мало місця та має невелику вагу (до 15г), що дозволяє переносити комплекти в наплічнику або в кишені;
- пінна рукавиця є сертифікованим продуктом (ISO 9001, ISO 22716), гель в його складі є незмивним, тому велика помилка намагатись відтворити сухий душ в домашніх умовах[5] за допомогою звичайного змивного гелю для душу та не призначених для гігієнічних процедур тканин.

##### Пінна рукавиця в Україні
Єдиний офіційний український виробник та продавець сухих душів з пінною рукавицею в складі є компанія ТОВ "ШАУЕР ПАК", яка працює в Києві з жовтня 2022. Пінна рукавиця входить в склад комплектів "сухий душ військовий", "сухий душ військовий з водою", "сухий душ медичний". Комплекти легкі (від 21 грама) та компактні (18х14 см). Комплекти для військових є індивідуальними для одноразового одноосібного використання. Значним попитом користуються комплекти сухого душу серед волонтерів та українських військових, адже цей продукт є дуже помічним в умовах перебування в гарячих точках та в бойових умовах російсько-української війни. Також сухий душ SHOWER PACK регулярно передається на фронт безкоштовно самим виробником .
1. ↑  LAYERTEX. Layertex (англ.). Процитовано 24 січня 2024.
2. ↑  Гігієна ліжкохворих - сухий душ медичний Shower Pack. showerpack.com.ua (укр.). Процитовано 24 січня 2024.
3. ↑  Пінна рукавиця SHOWER PACK. showerpack.com.ua (укр.). Процитовано 24 січня 2024.
4. ↑  Сухий душ військовий SHOWER PACK 📘 Блог SHOWER PACK виробника сухих душів №1. showerpack.com.ua (укр.). Процитовано 24 січня 2024.
5. ↑  Чому не можна самостійно робити "сухий душ"?. showerpack.com.ua (укр.). Процитовано 24 січня 2024.
6. ↑  💚 Сухий душ військовий SHOWER PACK - одноразовий засіб для гігієни в будь-яких умовах. showerpack.com.ua (укр.). 30 грудня 2023. Процитовано 24 січня 2024.
7. ↑  💙 Сухий душ військовий з водою SHOWER PACK. showerpack.com.ua (укр.). 15 січня 2024. Процитовано 24 січня 2024.
8. ↑  🤍 Сухий душ медичний SHOWER PACK купити. showerpack.com.ua (укр.). Процитовано 24 січня 2024.
9. ↑  КОМПАНІЯ-ВИРОБНИК ПЕРЕДАЛА НА ФРОНТ СОТНІ КОМПЛЕКТІВ СУХОГО ДУШУ SHOWER PACK. ЯК ВІН ПРАЦЮЄ. kyiv24.news (українська) . https://kyiv24.news/. 21.08.2023. Процитовано 21.08.2023. {{cite web}}: Зовнішнє посилання в |publisher= (довідка)